# Lee Jong-ho
Lee Jong-ho (이종호?, 李宗浩?; 24 febbraio 1992) è un ex calciatore sudcoreano, di ruolo attaccante.

## Palmarès

### Club

#### Competizioni internazionali
- AFC Champions League: 1

Jeonbuk Hyundai: 2016

#### Competizioni nazionali
- Coppa della Corea del Sud: 1

Ulsan Hyundai: 2017

### Nazionale
- Giochi asiatici: 1

2014
- Coppa dell'Asia orientale: 1

2015